# Guillaume Guy

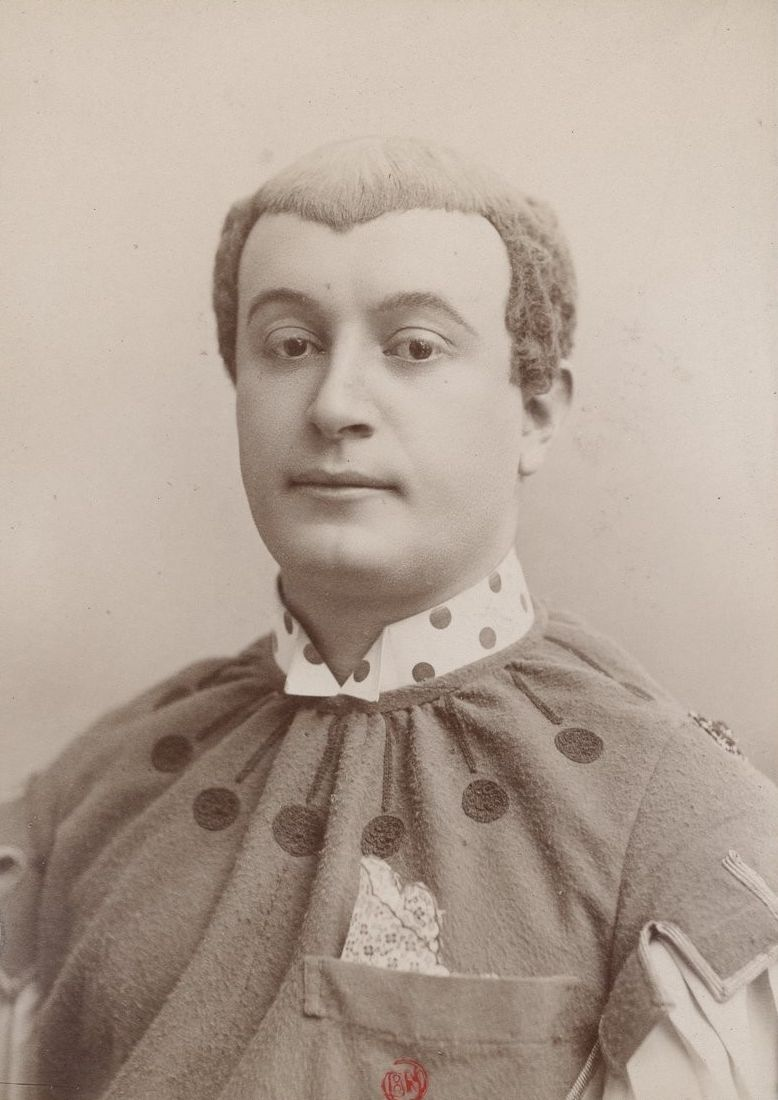
Guillaume Guy.

Joseph Marie Guillaume Guy, född den 3 maj 1857 i Paris, död där den 28 februari 1917, var en fransk skådespelare.
Guy debuterade 1875 och var anställd vid flera teatrar, tills han stannade vid Théâtre des Variétés, där han i operetter och lustspel länge intog den obestridligt första platsen "genom sitt nyansrika och jovialiska spel, som utmärktes af stor omväxling och humoristisk verv".